# Short code
Een short code, ook wel bekend als een verkort nummer, is een speciaal telefoonnummer dat veel korter is dan de normale telefoonnummers.
Formeel is zo'n nummer gebonden aan een operator. Dit wil zeggen dat je niet bij elke operator dezelfde short code kan gebruiken. Echter, providers hebben vaak wel akkoorden waardoor ze overlappende nummers vermijden. In sommige landen zijn er zogenaamde inter-operatornummers.
Veelgebruikte toepassingen van short codes zijn onder andere ringtonedownloads en sms-diensten.

## Short codes in België
In België tellen alle short codes vier cijfers. Er zijn specifieke onderverdelingen.
| Nummer      | Categorie                                 | Maximumprijs                         |
| ----------- | ----------------------------------------- | ------------------------------------ |
| 19xx        | Operator-diensten                         |                                      |
| 2xxx        | Betalende diensten                        | 1 euro                               |
| 3xxx        | Betalende diensten                        | 4 euro                               |
| 4xxx        | Micro-betalingen                          | 31 euro                              |
| 5xxx        | Spelletjes/logo's/beltonen                | 50 cent                              |
| 6xxx        | Spelletjes/logo's/beltonen                | 2 euro                               |
| 61xx        | Tv-spelletjes                             | 2 euro                               |
| 7xxx        | Diensten voor volwassenen                 | 4 euro                               |
| 8xxx        | Gratis diensten                           | Gratis                               |
| 90xx - 94xx | Andere abonnementen                       | Verstuurd: 15 cent Ontvangen: 2 euro |
| 95xx - 99xx | Abonnementen (spelletjes/logo's/beltonen) | Verstuurd: 15 cent Ontvangen: 2 euro |

## Short codes in Nederland
In Nederland hebben in sommige gemeenten de gemeentelijke diensten die telefonisch benaderd kunnen worden een short code in gebruik genomen die begint met het getal 14. Het getal 14 wordt gevolgd door het plaatselijke netnummer. Voorbeelden:
| Rotterdam: | 14010 |
| Delft:     | 14015 |
| Den Haag:  | 14070 |
| Amsterdam: | 14020 |
| Alkmaar    | 14072 |
| Groningen: | 14050 |